# Ö-nästing
Ö-nästing (Quaternaria dissepta) är en svampart som först beskrevs av Elias Fries, och fick sitt nu gällande namn av Tul. & C. Tul. 1863. Quaternaria dissepta ingår i släktet Quaternaria och familjen Diatrypaceae.   Inga underarter finns listade i Catalogue of Life.
I den svenska databasen Dyntaxa används istället namnet Eutypella dissepta för samma taxon.  Arten är reproducerande i Sverige.